# Futbolo Klubas Sūduva
FK Sūduva é um clube de futebol profissional lituano da cidade de Marijampolė. 

## História
O Sūduva foi fundado no ano de 1968, quando a Lituânia ainda integrava a URSS. Durante o período, não conquistou títulos de relevância, feito conquistado pela primeira vez em 2006, com a conquista da Copa da Lituânia. O primeiro título nacional do time ocorreu no ano seguinte, repetindo o triunfo em 2010.
Na partida contra o SK Brann da Noruega, válida pela Copa da UEFA de 2002-03, o atacante Tomas Radzinevičius, então com 21 anos, marcou um hat-trick, determinante para a vitória do Sūduva por 3 a 2. Mas na partida contra os escoceses do Celtic, Radzinevičius pouco contribuiu para evitar a derrota por 8 a 1 em Glasgow.

## Estádio
Manda seus jogos no Sūduva stadium, que possui capacidade para abrigar 6.200 torcedores. 

## Uniforme
Uniforme 1Camisa vermelha com detalhes pretos, calção vermelho e meias vermelhas.
Uniforme 2Camisa branca com detalhes vermelhos, calção branco e meias brancas.
| Uniforme titular | Uniforme alternativo | Uniforme alternativo |

## Elenco
Atualizado em 23 de junho de 2024.
Nota: Bandeiras indicam equipe nacional, conforme definido pelas regras de elegibilidade da FIFA. Os jogadores podem ter mais de uma nacionalidade não-FIFA.
| 99 | Lituânia | G | Vilius Sterbys          |  |  |  |  |  |
|    |          |   |                         |  |  |  |  |  |
| 2  | Lituânia | D | Tautvydas Burdzilauskas |  |  |  |  |  |
| 5  | Lituânia | D | Žygimantas Baltrūnas    |  |  |  |  |  |
| 15 | Sérvia   | D | Aleksandar Živanović    |  |  |  |  |  |
|    |          |   |                         |  |  |  |  |  |
|    |          | M |                         |  |  |  |  |  |

| 28        | Lituânia            | M | Ernestas Burdzilauskas |  |  |  |  |  |
|           |                     |   |                        |  |  |  |  |  |
| 9         | Lituânia            | A |                        |  |  |  |  |  |
|           |                     |   |                        |  |  |  |  |  |
| Treinador | Donatas Vencevičius |   |                        |  |  |  |  |  |

## Títulos
- A lyga: 3 (2017, 2018 e 2019)
- Copa da Lituânia: 3 (2006, 2009 e 2019)
- Supercopa da Lituânia: 4 (2009, 2018, 2019, 2022[2])

## Participação noCampeonato Lituano
| Temporada | Nível | Campeonato          | Lugar | Ref   |
| --------- | ----- | ------------------- | ----- | ----- |
| 2000      | 3.    | Antra lyga (Pietūs) | 1.    | [ 3 ] |
| 2001      | 2.    | Pirma lyga          | 2.    |       |
| 2002      | 1.    | A lyga              | 6.    |       |
| 2003      | 1.    | A lyga              | 6.    |       |
| 2004      | 1.    | A lyga              | 7.    |       |
| 2005      | 1.    | A lyga              | 3.    |       |
| 2006      | 1.    | A lyga              | 5.    |       |
| 2007      | 1.    | A lyga              | 2.    |       |
| 2008      | 1.    | A lyga              | 4.    |       |
| 2009      | 1.    | A lyga              | 3.    |       |
| 2010      | 1.    | A lyga              | 2.    |       |
| 2011      | 1.    | A lyga              | 3.    |       |
| 2012      | 1.    | A lyga              | 3.    |       |
| 2013      | 1.    | A lyga              | 4.    |       |
| 2014      | 1.    | A lyga              | 5.    |       |
| 2015      | 1.    | A lyga              | 4.    |       |
| 2016      | 1.    | A lyga              | 3.    |       |
| 2017      | 1.    | A lyga              | 1.    |       |
| 2018      | 1.    | A lyga              | 1.    |       |
| 2019      | 1.    | A lyga              | 1.    |       |
| 2020      | 1.    | A lyga              | 2.    |       |
| 2021      | 1.    | A lyga              | 2.    |       |
| 2022      | 1.    | A lyga              | 6.    |       |
| 2023      | 1.    | A lyga              | 7.    |       |
| 2024      | 1.    | A lyga              | 9.    |       |
| 2025      | 1.    | A lyga              | .     |       |

## Participação naCopa da Lituânia
- 2002 - Finalista
- 2003 - Semifinalista
- 2004 - Oitavas de Final
- 2005 - Quartas de Final
- 2006 - Campeão
- 2008/09 - Campeão (2)
- 2009/10 - Semifinalista
- 2010/11 - Quartas de Final
- 2011/12 - Semifinalista
- 2012/13 - Oitavas de Final
- 2013/14 - Oitavas de Final (3)
- 2014/15 - Quartas de Final (3)
- 2015/16 - Semifinalista
- 2016 - Finalista (2)
- 2017 - Semifinalista (4)
- 2018 - Quartas de Final

## Jogadores notórios
- Tomas Radzinevičius, 1997–2005
- Gytis Padimanskas, 2002, 2005–2007
- Darius Gvildys, 2005–2007
- Otavio Braga, 2005–2007
- Willer, 2007–2008
- Tomas Mikuckis, 2006–2008
- Darius Maciulevičius, 2005–2008
- Giedrius Slavickas, 2001–2010